# Seznam evroposlancev iz Češke (2004–2009)
Seznam evroposlancev iz Češke v mandatu 2004-2009.

## Seznam

### B
- Jana Bobošíková (Neodvisni)
- Jan Březina (Evropska ljudska stranka - Evropski demokrati)

### C
- Milan Cabrnoch (Evropska ljudska stranka - Evropski demokrati)

### D
- Petr Duchoň (Evropska ljudska stranka - Evropski demokrati)

### F
- Hynek Fajmon (Evropska ljudska stranka - Evropski demokrati)
- Richard Falbr (Stranka evropskih socialistov)
- Věra Flasarová (Evropska združena levica – Zelena nordijska levica)

### H
- Jana Hybášková (Evropska ljudska stranka - Evropski demokrati)

### K
- Jaromír Kohlíček (Evropska združena levica – Zelena nordijska levica)

### M
- Jiří Maštálka (Evropska združena levica – Zelena nordijska levica)

### O
- Miroslav Ouzký (Evropska ljudska stranka - Evropski demokrati)

### R
- Miloslav Ransdorf (Evropska združena levica – Zelena nordijska levica)
- Vladimír Remek (Evropska združena levica – Zelena nordijska levica)
- Zuzana Roithová (Evropska ljudska stranka - Evropski demokrati)
- Libor Rouček (Stranka evropskih socialistov)

### S
- Nina Škottová (Evropska ljudska stranka - Evropski demokrati)
- Ivo Strejček (Evropska ljudska stranka - Evropski demokrati)
- Daniel Stroz (Evropska združena levica – Zelena nordijska levica)

### V
- Oldřich Vlasák (Evropska ljudska stranka - Evropski demokrati)

### Z
- Jan Zahradil (Evropska ljudska stranka - Evropski demokrati)
- Tomáš Zatloukal (Evropska ljudska stranka - Evropski demokrati)
- Vladimír Železný (Samostojnost in demokracija)
- Jozef Zieleniec (Evropska ljudska stranka - Evropski demokrati)
- Jaroslav Zvěřina (Evropska ljudska stranka - Evropski demokrati)